# Cippo di Perugia

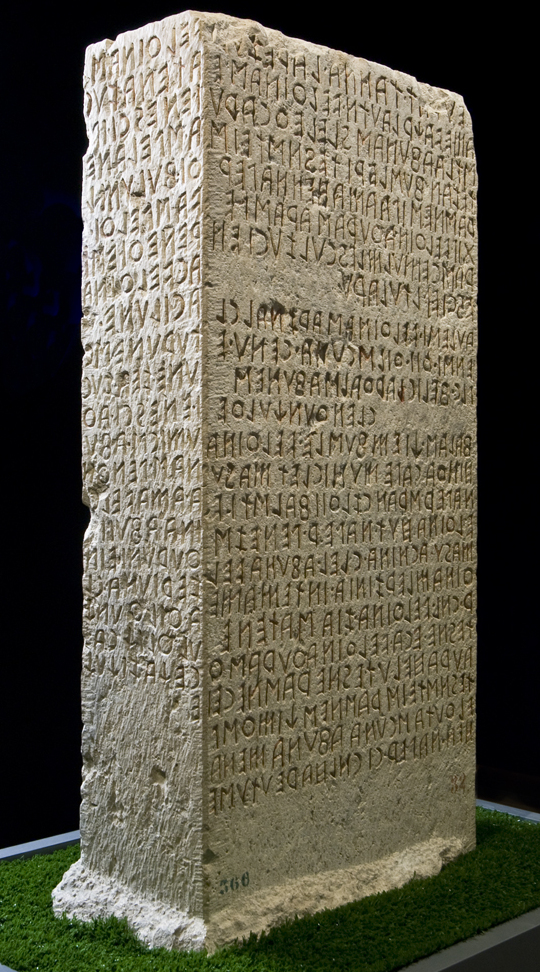
Cippo di Perugia

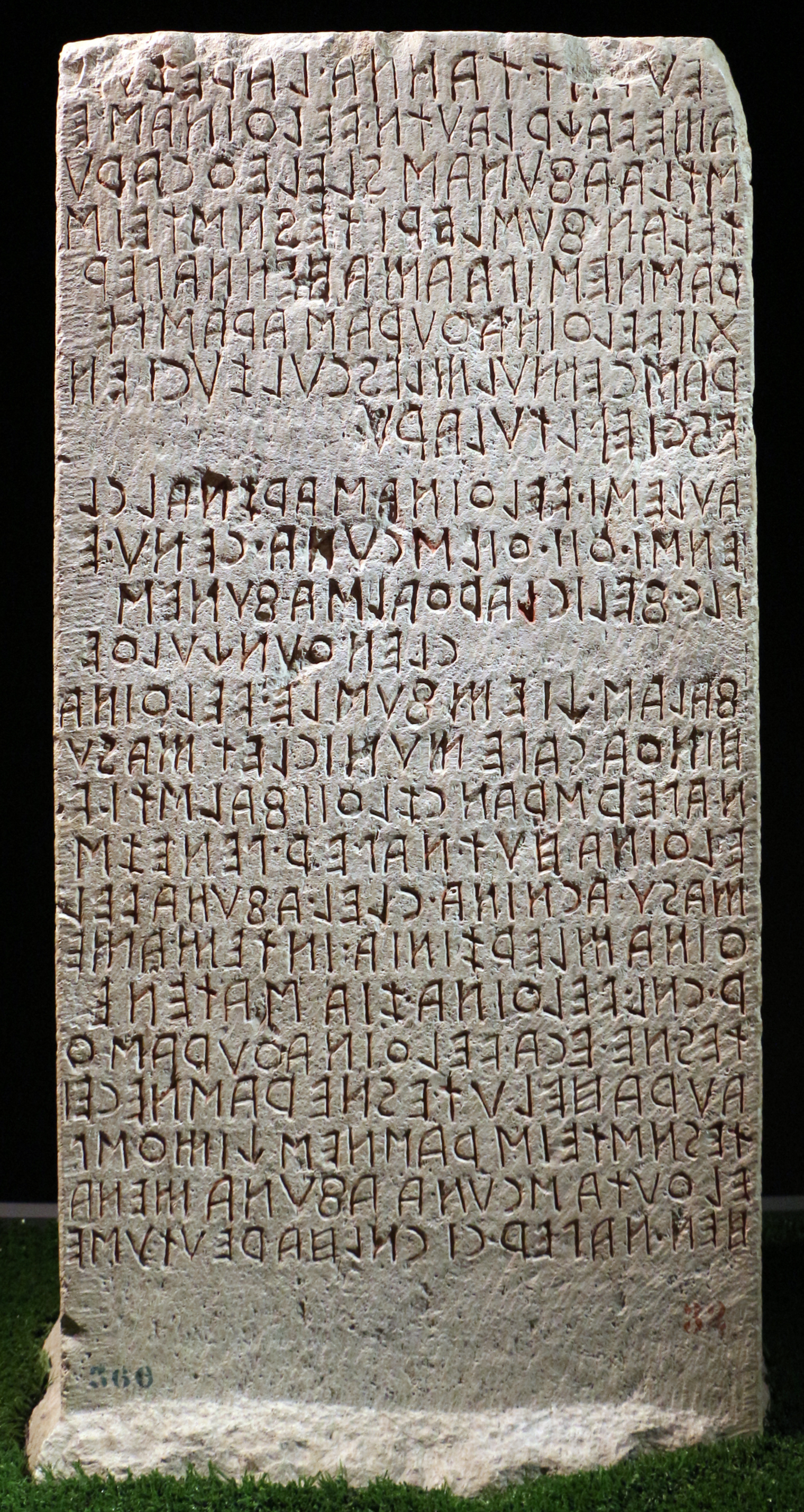
Veduta frontale

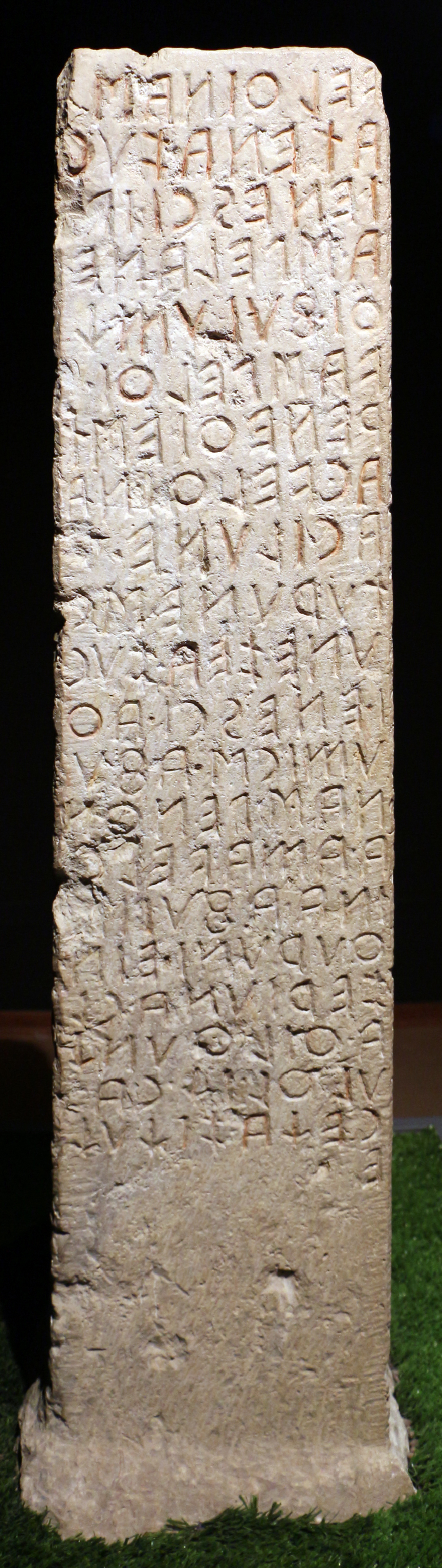
Veduta di lato

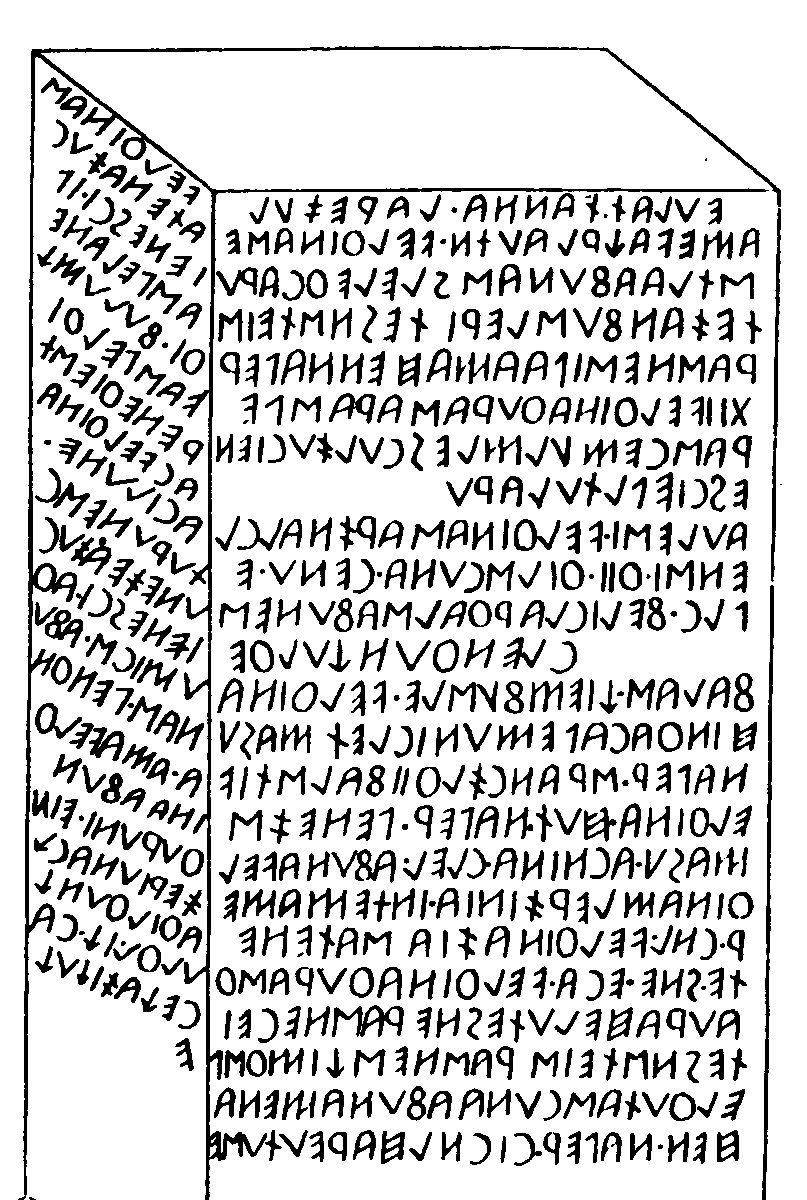
Trascrizione del testo

Il Cippo di Perugia è una stele in pietra che presenta su due facciate un'iscrizione in lingua etrusca datata al III/II secolo a.C.
La tavola riporta 46 righe scritte in etrusco, e l'epigrafe è rimasta intatta in entrambi i lati. La parte inferiore, più rozzamente scolpita, indica una probabile collocazione della base incastonata nel terreno. Secondo gli archeologi si tratta di un cippo confinario fra le proprietà di due famiglie etrusche. Il testo riporta di un accordo tra le famiglie dei Velthina e degli Afuna, relativo alle modalità d'uso comune di una proprietà contenente una tomba dei Velthina. Rinvenuto sulla collina di San Marco a Perugia nel 1822, è oggi conservato nel Museo archeologico nazionale dell'Umbria.

## Testo

### Lato A
Teurat tan-na larezu-l am-e vaχr.
Lautn Velθina-š, ešt-la Afuna-s, slel eθ car-u tezan,
fušler-i tesn-š tei-š Rašne-š ipa am-a hen.
Naper χi-i Velθinaθur-aš ar-aš,
perašcem-ul mlesc-ul, zuci enesc-i ep-l, tular-u.
Aule-ši, Velθina-š Arzna-l, clen-ši,
θi-i θi-l šcuna cen-u, epl=c feli=c Larθal-š Afuni-š,
clen, θunχul θe fala-š.
Χi=em fušl-e, Velθina hinθa cap-e, muni=cle-t, mas-u,
naper šran=c tl, θi-i falš-ti.
Velθina hut naper penez-š mas-u.
Acnina cl-el Afuna, Velθina mler zin-ia.
In temam-er cn-l Velθina zi-a šaten-e tesn-e,
Eca Velθinaθur-aš taura hel-u tesn-e Rašn-e ce-i.
Tesn-š tei-š Rašne-š χimθ, špel θuta šcu-na, Afuna men-a hen.
Naper ci cn-l har-e ut-uš-e.

### Lato B
Velθina šatena zuci enesc-i ipa spelane-θi fulum-χva.
spel-θi, rene-θi.
Esta=c Velθina, acil-un-e, tur-un-e, šcu-n-e.
Ze-a zuci enesc-i aθumi=cš.
Afuna-š penθ-na am-a.
Velθina, Afun[a]θur, ln-i ei-n zeri, una cla θi-l θunχulθ-l.
Iχ ca ceχa ziχ-uχ-e.